# La Griffe du passé
Pour plus de détails, voir Fiche technique et Distribution.
La Griffe du passé ou Pendez-moi haut et court (Out of the Past) est un film noir américain de Jacques Tourneur, sorti en 1947.

## Synopsis

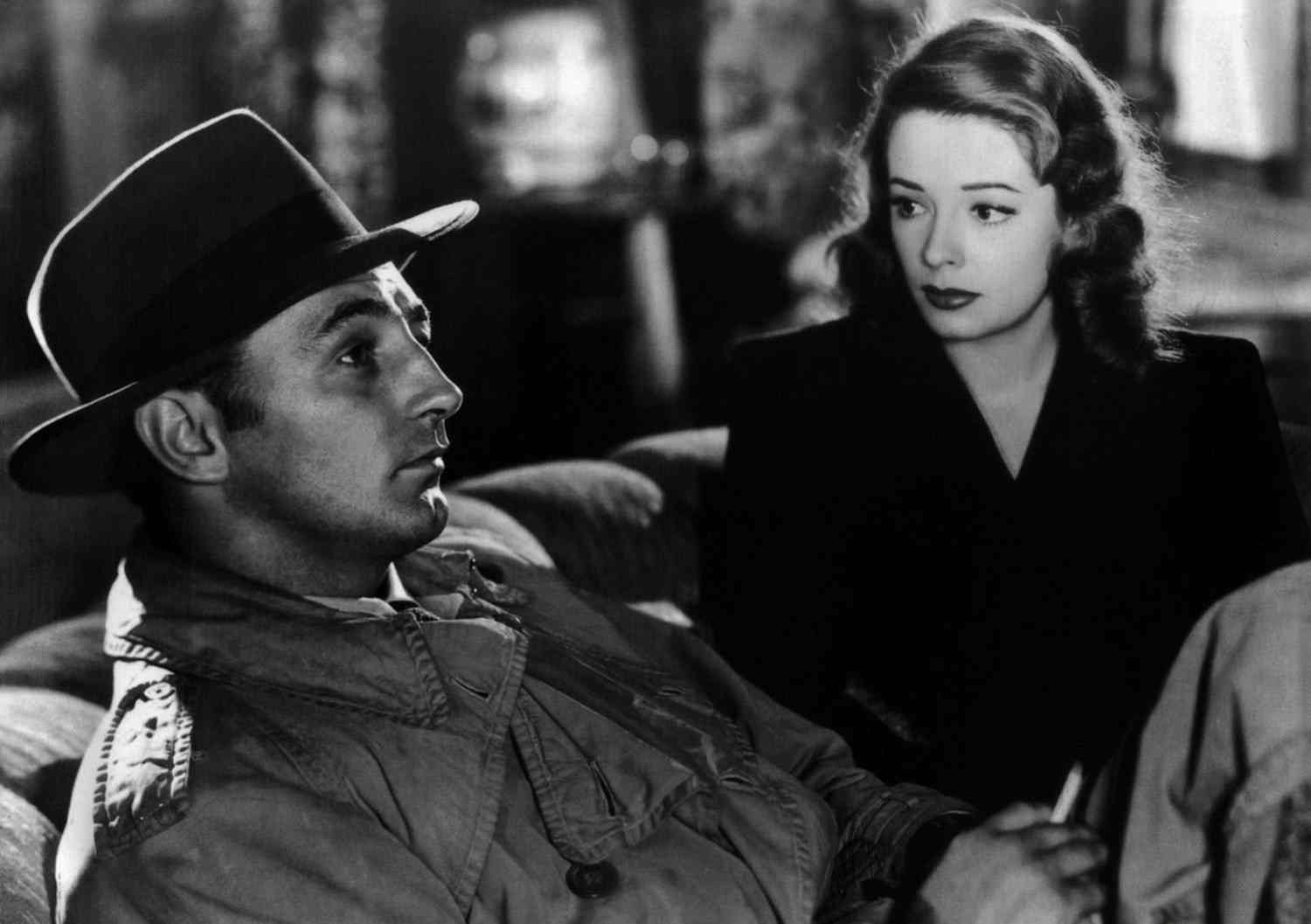
Robert Mitchum et Jane Greer

Jeff Markham est pompiste dans une petite ville. Il est abordé par un homme qui se révèle une de ses anciennes connaissances. L'homme déclare à Jeff que Whit Sterling, un ancien employeur, a retrouvé sa trace et entend bien se faire payer une dette que Jeff a envers lui. Jeff accepte de le revoir. Le soir venu, Jeff retrouve sa petite amie et lui révèle son passé.
Le film entre alors dans un long flashback : alors qu'il était détective privé, Jeff avait été chargé par le truand Whit Sterling de lui ramener sa maîtresse, Kathie Moffett, enfuie avec un magot de 40 000 dollars. Il avait retrouvé la trace de Kathie au Mexique ; elle lui avait déclaré n'avoir jamais pris les 40 000 dollars mais avoir fui Whit Sterling qui la terrorisait. Amoureux, Jeff et Kathie s'étaient enfuis mais l'ancien associé de Jeff les avait retrouvés et tenté de les faire chanter : la dénonciation à Whit Sterling ou les 40 000 dollars. Une bagarre s'était ensuivie où l'ex-associé avait été abattu d'un coup de revolver par Kathie. Jeff, consterné, avait cherché à faire disparaître le corps quand il avait entendu la porte claquer : Kathie s'était enfuie, le laissant seul. Ayant regardé dans les affaires de la jeune femme, Jeff y avait retrouvé un reçu bancaire de 40 000 dollars. Le flashback se termine.
Jeff est donc reçu par Whit Sterling qui lui propose d'effacer sa dette contre un service : reprendre des documents compromettants pour lui.

## Fiche technique
- Titre français : La Griffe du passé
- Titre original : Out of the Past
- Autres titres : Pendez-moi haut et court (ressortie) ; L'Étreinte du passé (Belgique) ; Build My Gallows High (Royaume-Uni), Retorno al Pasado (Espagne)
- Réalisation : Jacques Tourneur
- Scénario : Daniel Mainwaring, James Cain et Frank Fenton, d'après le roman Build My Gallows High de Geoffrey Homes (1946)
- Photographie : Nicholas Musuraca
- Montage : Samuel E. Beetley
- Musique : Roy Webb
- Son : Francis M. Sarver, Clem Portman (en)
- Direction artistique : Albert S. D'Agostino et Jack Okey
- Décors : Darrell Silvera
- Costumes : Edward Stevenson
- Production : Warren Duff (en) ; Robert Sparks (exécutif)
- Société de production : RKO Pictures
- Société de distribution : RKO Pictures
- Pays d'origine :  États-Unis
- Langue originale : anglais
- Format : noir et blanc – 35 mm – 1,37:1 – mono (RCA Sound System)
- Genre : film noir
- Durée : 96 minutes[1]
- Dates de sortie :
  - États-Unis : 13 novembre 1947
  - France : 30 mars 1949
- Affiches : William Rose (États-Unis), Macario Gómez Quibus (Espagne)

## Distribution
- Robert Mitchum : Jeff Bailey / Jeff Markham
- Jane Greer : Kathie Moffett
- Kirk Douglas : Whit Sterling
- Rhonda Fleming : Meta Carson
- Richard Webb : Jim Caldwell
- Steve Brodie : Jack Fisher
- Virginia Huston : Ann Miller
- Dickie Moore : Le Kid
- Paul Valentine : Joe Stefanos
- Ken Niles (en) : Leonard Eels

Acteurs non crédités :
- Oliver Blake : Tillotson, l'employé de nuit
- Theresa Harris : Eunice Leonard
- John Kellogg : Lou Baylord

## Production
Selon des documents de RKO conservés dans les collections de l'UCLA[réf. nécessaire], Pat O'Brien avait été envisagé pour jouer le premier rôle puis, en octobre 1945, John Garfield fut engagé dans le cadre d'un contrat avec le studio portant sur un film par an et le scénario fut réécrit en conséquence. Deux mois plus tard, Dick Powell fut annoncé comme la vedette du film, avec Edward Dmytryk comme réalisateur. À la suite d'un problème de planning avec le tournage de So Well Remembered, Dmytryk fut remplacé par Jacques Tourneur lors de l'été 1946.

## Autour du film
- L'auteur du roman original a participé à l'élaboration du script sous son vrai nom : Daniel Mainwaring.
- Un remake a été réalisé en 1984 par Taylor Hackford : Contre toute attente (Against All Odds) avec Jeff Bridges, Rachel Ward et James Woods (ainsi que Jane Greer et Paul Valentine).
- Ce film est au centre du roman de Paul Auster Revenants dans la Trilogie new-yorkaise.
- Le film a été choisi en 1991 pour être ajouté au National Film Registry, un ensemble de films sélectionnés par le National Film Preservation Board pour conservation à la Bibliothèque du Congrès aux États-Unis.
- Jacques Lourcelles, Dictionnaire des films, Bouquins Robert Laffont.
- The Cinema of Nightfall, Jacques Tourneur, (en) Chris Fujiwara, The Johns Hopkins University press, 2000, p. 138-149 .